# Arendalsvej (Silkeborg)
 Der er for få eller ingen kildehenvisninger i denne artikel, hvilket er et problem. Du kan hjælpe ved at angive troværdige kilder til de påstande, som fremføres i artiklen.

Arendalsvej er en vej i Gødvad i Silkeborg. Den består dels af en central vej fra Østre Højmarksvej og dels af en mængde mindre sideveje, der udgår fra den centrale vej, men som har samme navn. Vejen er især præget af etagebyggeriet Dybkærparken. Dybkærskolen og Gødvadhallen er blandt vejens mest fremtrædende bygninger. 
Arendalsvej blev anlagt i slutningen af 1970'erne. Den ligger i et kvarter hvor flere af gaderne har navne efter nordiske byer. Arendalsvej er således opkaldt efter den norske by Arendal, der er en af Silkeborgs venskabsbyer.